# Ravnovesje med poklicnim in zasebnim življenjem
 Ravnovesje med poklicnim in zasebnim življenjem je koncept, ki vključuje ustrezno postavljanje prioritet med delom (kariero, službo) in življenjskim stilom (zdravje, družina, ugodje, osebnosten razvoj). Je zadovoljstvo in dobro delovanje na delovnem mestu in doma, pri čemer so konflikti med vlogami čim manjši. Do konflikta pride, ko posameznikov trud, da bi izpolnil svojo vlogo pri delu, preprečuje njegovo zmožnost, da izpolni vlogo v domačem življenju  Problemi usklajevanja poklicnih in zasebnih obveznosti se odražajo skozi delitev časa, upoštevanje zasebnih potreb v poklicnem delovanju in usklajevanje zasebnih ter družinskih potreb s poklicnimi aktivnostmi . Je eden najpomembnejših pogojev za uveljavljanje enakih možnosti spolov v družbi, še posebej pri zaposlovanju in na trgu dela. 

## Področja usklajevanja
Usklajevanje postaja vse pomembnejše zaradi različnih družbenih sprememb v zadnjih desetletjih. Daljša življenjska doba pomeni, da je več starostnikov, ki postanejo odvisni od nege drugih, velikokrat svojcev. Skrb zahtevajo tudi otroci in mladostniki. Vse pogostejše je zaposlovanje obeh partnerjev. Tako oboji nosijo odgovornost za skrb za družino in dom ter za delovne obveznosti. Zato je usklajevanje obveznosti toliko bolj pomembno, vpliva pa tudi na načrtovanje družine. Vse več je družin brez otrok ali z manj otroki, pari pa si vse pogosteje ustvarjajo družine bolj pozno. V državah Srednje in Vzhodne Evrope naj bi bili najbolj prizadeti mladi brez dela in delovnih izkušenj, saj je med njimi stopnja brezposelnosti najvišja. Tako se ženske bojijo, da bodo imele težave s ponovnim vstopom na trg dela, če bodo ostale doma in skrbele za vzgojo otrok. Posledično je na trgu dela manj žensk, rodnost pada, družine se ustvarjajo kasneje . Veliko je tudi enostarševskih družin, pri katerih je usklajevanje poklicnega in družinskega življenja bolj zahtevno .
Problemi, ki slabo vplivajo na usklajevanje posameznikovega družinskega življenja s poklicnimi obveznostmi, so predvsem podaljševanje delovnega časa in razmah fleksibilnih oblik dela, poleg tega pa še tekmovalnost in požrtvovalnost sodelavcev, tekmecev. Zaradi večje vloge pri gospodinjskih opravilih in skrbi za otroke so pri tem bolj obremenjene ženske , kar kaže na potrebo po večji aktivaciji starševske vloge moških na tem področju . V Sloveniji namenijo ženske tem opravilom dvakrat več časa kot moški  . Prav tako naj bi bile večje razlike med ženskami, ki so materi in tistimi, ki niso, kot med moškimi, ki so očetje in tistimi, ki te vloge nimajo . 
Zaradi medsebojnega vpliva dela in družinskih dolžnosti, lahko pride do konfliktov med delavcem in delodajalcem, stresa za delavca, negativnih posledic za delavčevo družino in organizacijo, prihaja pa tudi do diskriminacije zaradi družinskih odgovornosti . Najpogosteje pride do težav kot so .. 
- Težave pri iskanju službe, zaradi načrtovanja starševstva ali širitve družine – delodajalci sprašujejo o načrtih glede otrok, podpisati morajo pogodba o soglasni prekinitvi delovnega razmerja zaradi morebitnega starševstva, kar je tudi nezakonito.
- Nezaposlovanje nosečnic in mladih mater, kljub enaki ustreznosti razpisanim pogojem za zaposlitev.
- Negativne izkušnje po rojstvu najmlajšega otroka povezane s kariero – onemogočena je zaposlitev na zaželenem delovnem mestu, onemogočeno je napredovanje, dodeljeno je nižje delovno mesto z nižjo plačo, saj se mlade starše podcenjuje glede njihovih sposobnosti.
- Dolg delovnik in dodatne delovne obremenitve po rojstvu najmlajšega otroka: delo, ki traja več kot 8 ur na dan, dodatne obremenitve na delovnem mestu.
- Poslabšanje odnosov na delovnem mestu zaradi starševskih obveznosti po rojstvu najmlajšega otroka: poslabšanje odnosov z nadrejenimi in sodelavci.
- Oviranje delavca pri koriščenju materinskega, očetovskega ali bolniškega dopusta.
- Prekinitev delovnega razmerja ali neobnovitev pogodbe o zaposlitvi zaradi nosečnosti ali po rojstvu najmlajšega otroka – prekine delodajalec ali zaradi nevzdržnih razmer delovno razmerje prekinejo sami.

V Sloveniji naj bi bila več kot polovica mladih delavcev obremenjena zaradi usklajevanja delovnih in družinskih obveznostih, od delodajalcev pa ne pričakujejo večjih ugodnosti, ne poznajo dobro svojih pravic, tudi tiste, ki jim zakonsko pripadajo, pripišejo dobri volji delodajalcev. Tako se poudarja pomen informiranosti delavcev o svojih pravicah. Smiselno bi bilo ozavestiti tudi delodajalcev o njihovi vlogi pri olajšanju usklajevanja..
Mladi starši naletijo tudi na nenaklonjenost nadrejenih, saj za veliko menedžerjev problemi staršev niso prioriteta, to naj bi bila stvar posameznika. Kljub temu pa obstajajo razlike v odnosih menedžerjev glede na njihovo starost. Mlajši naj bi zaradi lastnega soočanja s problematiko, pokazali več razumevanja.. 

## Konflikt med delovnim in družinskim okoljem
Konflikt med delovnim in družinskim okoljem je oblika konflikta, pri katerem so pritiski delovnih in družinskih vlog v določenih pogledih medsebojno nezdružljivi. Gre za to, da opravljanje poklicne vloge postane težavno zaradi hkratnega opravljanja družinske vloge, oziroma opravljanje družinske vloge postane težavno zaradi ukvarjanja s poklicno vlogo. Do konflikta lahko pride takrat, ko posameznik ni več zmožen zadovoljiti vseh pričakovanj na delovnem mestu in v družinskem okolju, saj obe vlogi od njega zahtevata določene čas, energijo in zavezo. Tri glavne oblike konfliktov med delovnim in družinskim okoljem so: a) konflikti, ki temeljijo na času, b) konflikti, ki temeljijo na obremenitvi in c) konflikti, ki temeljijo na obnašanju .

### Konflikti, ki temeljijo na času
Različne vloge lahko tekmujejo za posameznikov čas. Čas, porabljen za dejavnosti v eni vlogi, ne more biti porabljen za dejavnosti, ki jih zajema druga vloga, saj ljudje nismo zmožni ukvarjati se z različnimi stvarmi hkrati. Konflikti, ki temeljijo na času, lahko nastanejo kot posledica prekomernega delovnega časa in urnika posameznika in preobremenitve delovnih vlog na delovnem mestu, ki ga posameznik opravlja. Tovrstni konflikt lahko nastane na dva načina: ko je posamezniku zaradi časovnih pritiskov, povezanih z delom, v eni vlogi fizično onemogočeno izpolniti pričakovanja, ki izhajajo iz druge vloge, ali pa ko pritiski s strani ene vloge povzročijo preokupacijo s to vlogo, tudi če je posameznik fizično zmožen zadovoljiti pričakovanja in zahteve druge vloge . Ugotovljeno je, da je pojav družinsko-delovnih konfliktov v pozitivni povezavi s številom delovnih ur posameznika na teden. Prav tako je ugotovljeno, da je pojav družinsko-delovnih konfliktov v pozitivni korelaciji s količino in pogostostjo nadurnega dela . Družinsko-delovni konflikt lahko nastane tudi kot posledica nefleksibilnosti delovnega urnika . Določene značilnosti družinskih vlog lahko prispevajo k pojavu družinsko-delovnih konfliktov . Herman in Gyllstrom  sta ugotovila, da osebe, ki so v zakonski zvezi, doživljajo več izkušenj družinsko-delovnih konfliktov, kot jih doživljajo neporočeni posamezniki. V nekaj raziskavah je bilo ugotovljeno, da starši doživljajo več izkušenj družinsko-delovnih konfliktov kot osebe brez otrokov ter da odgovornost za skrb in vzgojo otrok lahko znatno prispeva k pojavu tovrstnih konfliktov . Številne študije so pokazale, da starši mlajših otrok, ki so pogosto zelo odvisni od časa svojih staršev, doživljajo več družinsko-delovnih konfliktov kot starši starejših otrok . Številnejše družine so prav tako bile povezane z višjimi stopnjami pojava družinsko-delovnega konflikta . 

### Konflikti, ki temeljijo na obremenitvi
Raziskave so pokazale, da v določenih situacijah in pogojih stresorji na delovnem mestu lahko pri zaposlenih izzovejo simptome napetosti, tesnobe, utrujenosti, depresije, apatije ali razdražljivosti . Do konfliktov, ki temeljijo na obremenitvi, lahko pride takrat, ko obremenitve pri eni vlogi negativno vplivajo na posameznikovo ukvarjanje z drugo vlogo. Vloge so nezdružljive v smislu, da obremenitve pri eni vlogi ustvarjajo nezmožnost prilagajanja zahtevam druge vloge . Ugotovljeno je, da so nejasnosti znotraj delovne vloge pozitivno povezane z družinsko-delovnimi konflikti, ki temeljijo na obremenitvi. Nizka raven podpore vodje in poslabšane interakcije na delovnem mestu prav tako pogosto pripeljejo k nastanku tovrstnih konflilktkov . Burke in sodelovci  so ugotovili, da so nekateri od stresorjev na delovnem mestu, ki povzročijo družinsko-delovne konflikte naslednji: spremembe v delovnem okolju, stresna komunikacija in visoke ravni mentalne koncentracije, potrebne pri opravljanju dela. Bartolome in Evans  pravita, da določeni stresni dogodki na delovnem mestu (npr. spopadanje z novo službo in razočaranje zaradi neizpolnjenih pričakovanj) vplivajo na nastanek občutkov utrujenosti, napetosti, skrbi ali frustracije, zaradi katerih posledično postane težko zadovoljivo opravljati druge vloge, ki niso v povezavi z delom. Ugotovljeno je tudi, da izgorelost na delovnem mestu lahko izčrpavajoče vpliva na kakovost družinskega življenja zaposlenega . Konflikti znotraj družine so povezani z visoko stopnjo družinsko-delovnih konfliktov, medtem ko se podporna zakonca med seboj lahko zaščitita pred tem, da doživljata visoko raven družinsko-delovnih konfliktov . Greenhaus in Bautell  sta v svoji raziskavi ugotovila, da žene, katerih se karierne orientacije precej razlikujejo od kariernih orientacijah njihovih mož, doživljajo intenzivnejšo raven konfliktov in bolj pogosto doživljajo konflikte med vlogami na delu in v družini. Takšne ugotovitve kažejo, da obremenitve, konflikti ali primanjkljaj podpore v družini lahko pripeljejo do pojavov družinsko-delovnih konfliktov, ki temeljijo na obremenitvi. 

### Konflikti, ki temeljijo na obnašanju
Do konflikta, ki temelji na obnašanju, lahko pride takrat, ko so vzorci obnašanja v eni vlogi v večjem nasprotju s pričakovanji v zvezi z obnašanji v drugi vlogi. Če posameznik svojega vedenja ni zmožen prilagoditi pričakovanjem različnih vlog, obstaja velika možnost, da bo prišlo do tovrstnih konfliktov. Na tem področju še ni bilo narejeno veliko empiričnih raziskav, ki bi neposredno podale oceno razširjenosti teh konfliktov . Vendar pa sta Burke in Weir  predlagala, da so lahko vedenjski slogi, ki naj bi jih moški kazali na nekaterih delovnih pozicijah (logika, moč, avtoriteta, ipd.) pogosto nezdružljivi z vedenji, ki so zaželeni v družinskem okolju (skrbnost, potrpežljivost, čustvenost, ipd.), kar posledično lahko vpliva na nastanek konfliktov, ki temeljijo na obnašanju. Podobno je Bartolome  ugotovil, da se veliko mladih moških menedžerjev počuti ujete med dvema nekompatibilnima sistemoma vedenja in vrednot – med čustveno omejevalnostjo, ki se od njih zahteva v delovnem okolju, ter odprtostjo, ki se od njih pričakuje v družinskem okolju.

## Model prediktorjev družinsko-delovnega konflikta
Vse večje zanimanje za popolno razumevanje vmesnikov delovnih in družinskih vlog je spodbudilo razvoj modela prediktorjev družinsko-delovnega konflikta. Ta model izhaja iz hipoteze, ki pravi, da imamo ljudje na voljo točno določena čas in energijo za opravljanje različnih dejavnosti . Razvit je bil na podlagi konceptov modela napetosti  in teorije socialne identitete  , ki predpostavlja, da se ljudje sami razvrščamo v različne socialne kategorije, ki opredeljujejo naše identitete in vloge, ki jih imamo v socialnem okolju. Na primer, posameznik lahko na sebe gleda kot na zaposleno osebo, ki je hkrati ljubeč partner in dober starš. Te vloge skupaj sestavljajo identiteto tega posameznika. Pomembno je, kateri vidik posameznikove identitete je osebi najbolj pomemben. Nekateri posamezniki dajejo poudarek vlogi zaposlenega in ta vidik svoje identitete najbolj cenijo, medtem ko drugi več užitka pridobi vajo v drugi vlogi (npr. vloge zakonca, starša, prijatelja ...), zato jim bo ta vloga bolj pomembna in ji bodo posledično posvečali več energije in časa. Do konflikta lahko pride takrat, ko je posameznik, ki zelo ceni določeno vlogo, zaradi situacijskih ovir prisiljen porabiti manj časa in energije, kot bi želel. Model prediktorjev družinsko-delovnega konflikta predlaga, da so te ovire oziroma prediktorji lahko faktorji, ki so povezani z delom, družino ali s posameznikom, ter na podlagi njih lahko predvidevamo pojav in obseg družinsko-delovnega konflikta .
Usklajevanje poklicnega in družinskega življenja postaja vse pomembnejše, saj je povezano z zdravjem, zadovoljstvom in osebnim razvojem zaposlenih. Neusklajenost se lahko kaže v akutnih in kroničnih boleznih, izgorelosti, psihosomatskih težavah, stresu. To lahko vodi v neučinkovito izrabo delovnega časa, zmanjša se pripadnost organizaciji, več je izostajanja z dela in fluktuacij , manjša je inovativnost, nižja motivacija, manjša produktivnost . Lahko bi govorili o neposrednih posledicah diskriminacijskega vedenja zaradi družinskih odgovornosti in neusklajenosti obveznosti zasebnega in poklicnega življenja ali o posrednih. Neposredni so npr. absentizem, fluktuacija, večje število stavk, porast prekinitev dela, nesreč pri delu, slabo razmerje med porabljenim časom in kvaliteto dela. Posredni so nezadovoljstvo z delom, nizka predanost delu in organizaciji, nezaupanje, sovražna nastrojenost..
Za delodajalce ravnovesje med poklicnim in zasebnim življenjem delavcev pomeni možnost za kakovostne zaposlene na konkurenčnem trgu dela, nižje stroške zaposlovanja, uvajanja, usposabljanja, nadomeščanja, zaradi manjše fluktuacije, večjo motiviranost delavcev, večjo učinkovitost, uspešnost pri delu, pripadnost organizaciji, kar je prednost pred konkurenčnimi organizacijami, boljšo komunikacijo med zaposlenimi, večjo konkurenčno prednost, večje število inovacij, hitrejša prilagoditev na spremembe v okolju kot posledica fleksibilnosti zaposlovanja, večji ugled delodajalca… .
Zaposlenim usklajeno poklicno in zasebno življenje koristi, saj vpliva na zmanjšanje stresa, manj konfliktov med obveznostmi, boljše fizično in duševno zdravje, kakovostnejše medosebne odnose, prijetnejše delovno okolje, večje zadovoljstvo pri delu in delovno moralo, pripravljenost na sodelovanje, zvestobo in produktivnost.. 

## Strategije usklajevanja in rešitve
Za uspešno usklajevanje poklicnega in zasebnega dela je bistvena komunikacija med državo, lokalnimi skupnostmi, vodilnimi v organizacijah, sindikatih in zaposlenimi samimi. Skozi sodelovanje, skupno postavljanje ciljev, predanost in odgovornost, ki jo bodo prevzeli vsi navedeni, se lahko oblikujejo ustrezni ukrepi. Da bi zaposleni upali izraziti svoje potrebe, je potrebno s strani organizacije to tudi omogočiti in jih aktivno vključiti. Pomembno je skupno iskanje dolgoročnih rešitev in dolgoročna motivacija. Na ravni države in organizacije je potrebna analiza stroškov in koristi uvedenih ukrepov za boljšo usklajenost poklicnega in zasebnega življenja, to pa primerjati s kratkoročnimi stroški in dolgoročnimi pridobitvami. Velikokrat delodajalci vidijo v uvajanju takšnih ukrepov strošek, vendar se na dolgi rok celotni stroški poslovanja zmanjšajo zaradi manjše odsotnosti z dela in višje produktivnosti, kar se odraža tudi na državni ravni.. 
Za ustrezno izvrševanje ukrepov je potrebno določiti sistem komuniciranja za usklajevanje pri uvedbi ukrepov, sistem širjenja dobrih praks, določiti izvršilce ukrepov, usposabljati zaposlene za zdravo telesno in psihično počutje.. Projekt Družini prijazno podjetje je eden izmed takšnih, ki pripomore k usklajevanju družinskega in poklicnega življenja. 
Posamezni zaposleni so deležni specifičnih razmer v zasebnem življenju, enako imajo raznolike potrebe in želje. Zato se izpostavlja individualna obravnava zaposlenega.
Vzpostavljeni so na ravni delodajalcev in javnih servisnih storitev, ki nudijo storitve na področju družinskega dela. Prav tako morajo delodajalke in delodajalci upoštevati potrebe po zasebnem življenju svojih delavk in delavcev.. 

### Rešitve na državni ravni
V Sloveniji uvajajo različne rešitve za reševanje te problematike, pri tem pa so pomembna zakonska določila, saj predstavljajo mehanizme, ki pripomorejo k lažjem usklajevanju družinskih in poklicnih obveznosti. Usmerjajo se na uvajanje dejavnosti za spodbujanje enakosti spolov, s katerimi želijo angažirati tako moške kot ženske. Na tem področju skušajo predvsem zagotoviti obema staršema dovolj dopusta (porodniški in dopust za nego, očetovski dopust, dodatne dneve plačanih dopustov za starše,…). Za preprečevanje marginalizacije in diskriminacije žensk je bil ustanovljen tudi Urad za enake možnosti, ki je skušal zagotoviti udeležbo obeh spolov tako v javnem kot zasebnem življenju . Naslednja rešitev, ki je bila uvedena na državni ravni so družinski prejemki, to so npr. finančne podpore kot so nadomestila v času dopusta, različni dodatki kot so dodatek ob rojstvu, otroški dodatek, dodatek za samohranilce. Poleg teh pa so uvedli še izdatke za financiranje in subvencioniranje javnih storitev in za reševanje stanovanjskih problemov mladih. Na državni ravni so v podporo lažjemu usklajevanju uvajali tudi naslednje ukrepe davčni ukrepi, fleksibilne javne storitve in fleksibilne oblike dela, svetovanje in širjenje dobrih praks, medgeneracijsko sodelovanje, dostopen sistem otroškega varstva in drugih javnih storitev itd.

### Rešitve na lokalni ravni
Na regionalni/lokalni ravni so delodajalcem v pomoč predvsem drugi podjetniki, sveti delavcev, staršev, neprofitnih organizacij, športnih društev, občinskih predstavnikov idr. Uvajajo ukrepe kot so varstvo na poti v šolo, fleksibilnejši delovni čas vrtcev, spremenjeni vozni redi za šolske avtobuse, vlake. Vzpostavljajo tudi mestne spletne strani z informacijami o ponudbah za družine, za posredovanje mest za varstvo otrok, organizirajo tudi razne delavnice in programe za očete, na splošno na temo usklajevanje poklicnega in zasebnega življenja, in še mnoge druge ukrepe.

### Rešitve na organizacijski ravni
Velja, da vzpostavljanje ravnovesja med poklicnim in zasebnim življenjem omogoča večjo učinkovitost v vseh življenjskih obdobjih, o čemer bi bilo potrebno izobraziti menedžment. Učinkovitost pri delu in pripadnost organizaciji sta pomembni za uspešnost organizacije, ni pa bistveno število ur oz. delovni vzorec zaposlenih. Z omogočanjem lažjega usklajevanja poklicnega in zasebnega življenja pa vodstvo pripomore ravno k temu. Na ravni organizacije je tako pomembno upoštevanje potreb zaposlenih, ki imajo skrbstvene obveznosti, torej skrbijo za otroke, svojce ipd. To je potrebno vključiti v samo vizijo podjetja in strateške načrte podjetja, kar pomeni, da si podjetje poleg poslovne uspešnosti prizadeva tudi za kakovost življenja zaposlenih. To pomeni, da vodstvo pozna prednosti in pomanjkljivost prožnih oblik dela, da vpeljuje oblike, ki pripomorejo k pozitivni motivaciji zaposlenih, da se poslužujejo strategij, ki so povezane s spremembo organizacijske klime in produktivnimi načini komuniciranja , oblikujejo organizacijske prakse, ki pripomorejo k reševanju specifičnih težav posameznikov (npr. nega odvisnih članov družine), ustvarjanju organizacijske kulture, ki omogoča nesankcionirano koristenje pravic in ugodnosti, spremembi stališč in spodbujanju sprememb (npr. promocija očetovstva) . Z lajšanjem doseganja ravnovesja med poklicno in zasebno sfero bi vodstvo tako pripomoglo k manjši stopnji stresa, večjem zadovoljstvu zaposlenih, večji kakovosti življenja, posledično pa k učinkovitosti zaposlenega pri delu . Pomembno je še, da se organizacija zaveda svoje družbene odgovornosti in pomembnosti ustreznega upravljanja s človeškimi viri. 
Manadžment pri uvajanju sprememb ovira strah pred izgubo avtonomije, pomanjkljivo znanje manadžmenta in zaposlenih o posledicah neustreznega ravnovesja med časom preživetim na delovnem mestu v povezavi s produktivnostjo in predanostjo organizaciji.. 

### Rešitve na individualni ravni
Posameznik lahko predvsem spreminja način svojega vedenja, mišljenja, išče informacije, se seznanja s svojimi pravicami in ugodnostmi. Tudi delavnice in diskusije naj bi pripomogle k razumevanju svojih pravi, omejitev, razvoju strategij obvladovanja zasebnih in delovnih obveznosti.. 
Za uspešno ohranjanje ravnovesja med družino in delom, obstaja več strategij. Nekateri izpostavljajo načela kot so družina je prioriteta, prizadevanje za uspešno partnerstvo (podpora, enakost, sodelovanje, spoštovanje), vzdrževanje mej v odnosu do dela (koliko energije porabimo za službo in koliko za druge obveznosti), v delu se vidi smisel in pomen, osredotočenost in produktivnost pri samem delu, pomembnost uživanja v času z družino, proaktivno sprejemanje odločitev, cenjenje časa, ki je na voljo ipd.. 
K ravnotežju pripomorejo tudi odmori in rekreacija. V primeru, da pride do neravnovesja, pa lahko posamezniku pomagajo tudi različne strategije za spoprijemanje s stresom.